# Seznam nejvyšších budov v Česku

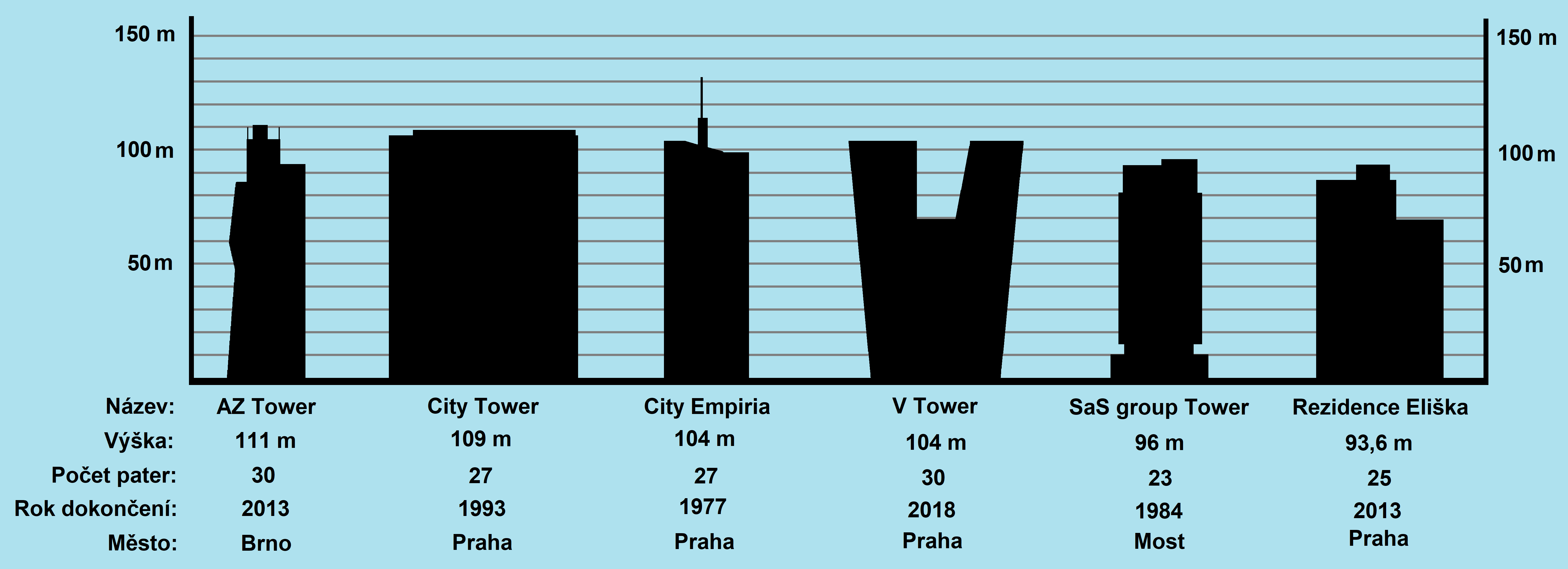
Výškové porovnání šesti nejvyšších kancelářských a obytných budov v ČR.

Tento seznam řadí budovy (výškové budovy) v České republice podle jejich výšky. Způsobů měření výšky budov je několik, může se měřit stavební výška budovy (včetně věží či jiných architektonických detailů), celková výška, která zahrnuje i případné antény či podobná zařízení na vrcholu budovy, a existují i další způsoby. Tento seznam řadí kancelářské a obytné budovy podle výšky dle prvního způsobu měření. Seznam neobsahuje kotvené stožáry, komíny, těžební nebo zdvihací konstrukce, věže, kostely, elektrárny atd., ty jsou uvedeny v seznamu nejvyšších staveb.

## Výškové budovy

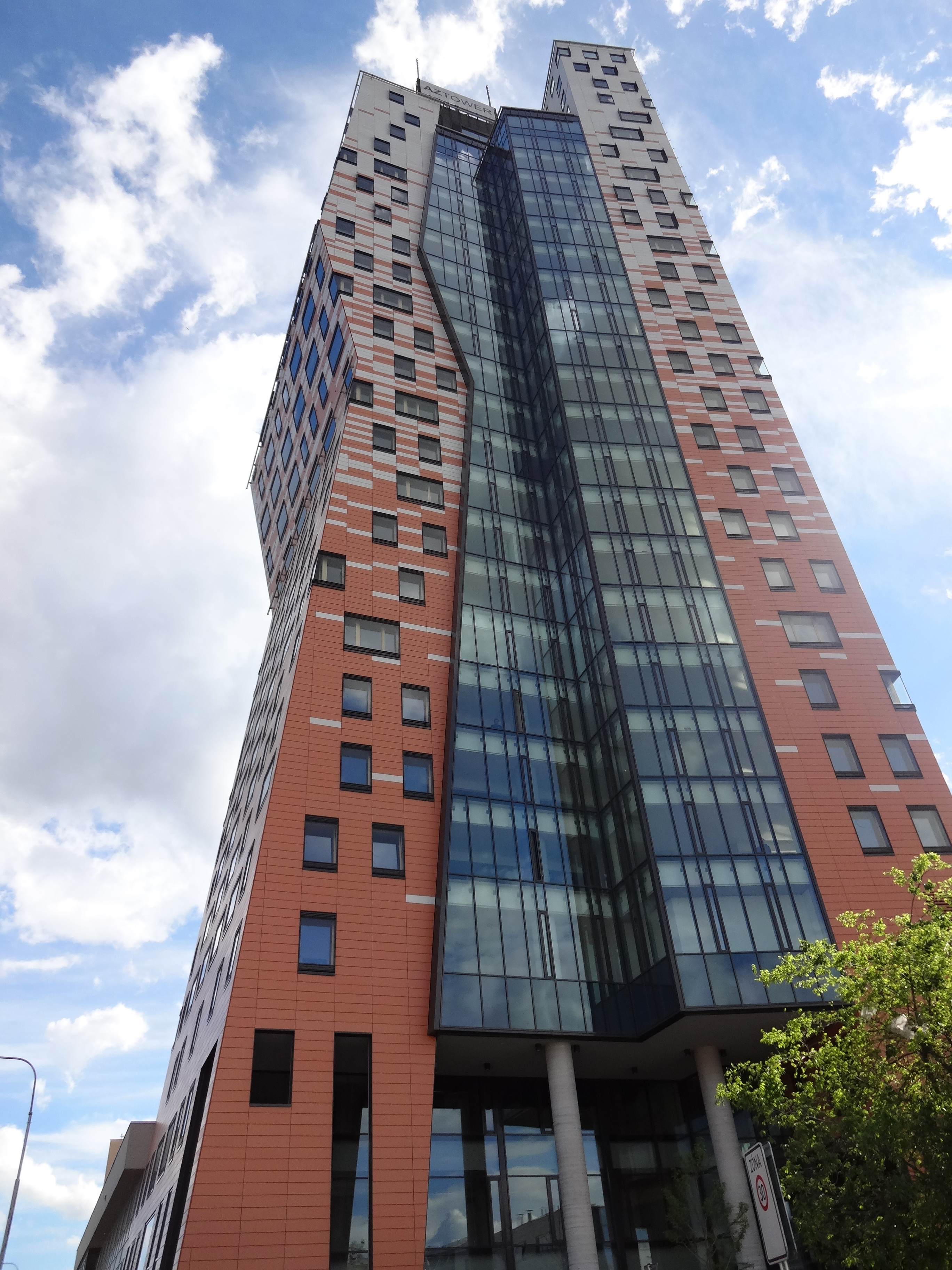
AZ Tower v Brně, aktuálně nejvyšší budova v Česku (111 m)

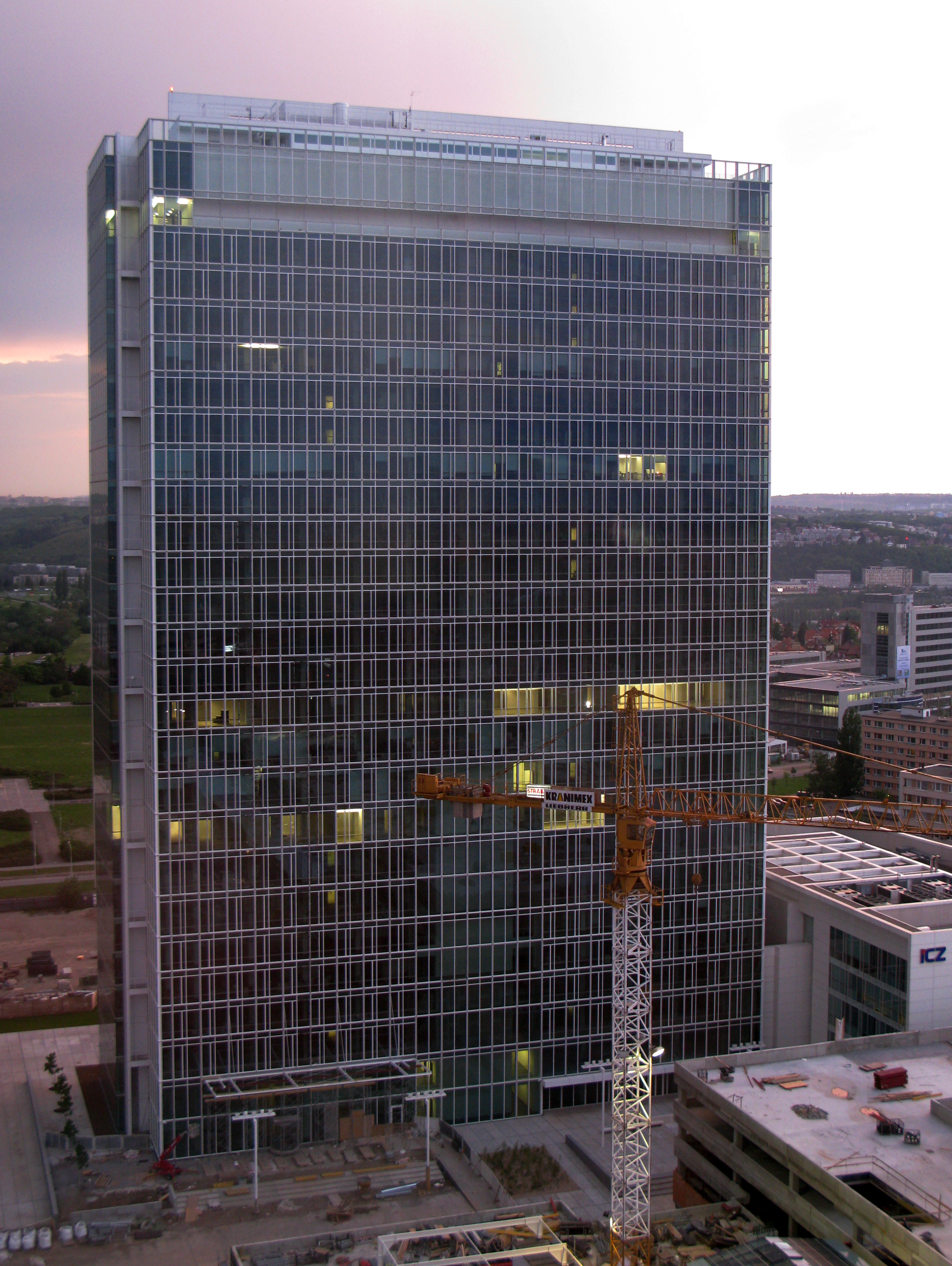
City Tower v Praze, druhá nejvyšší budova v Česku (109 m)

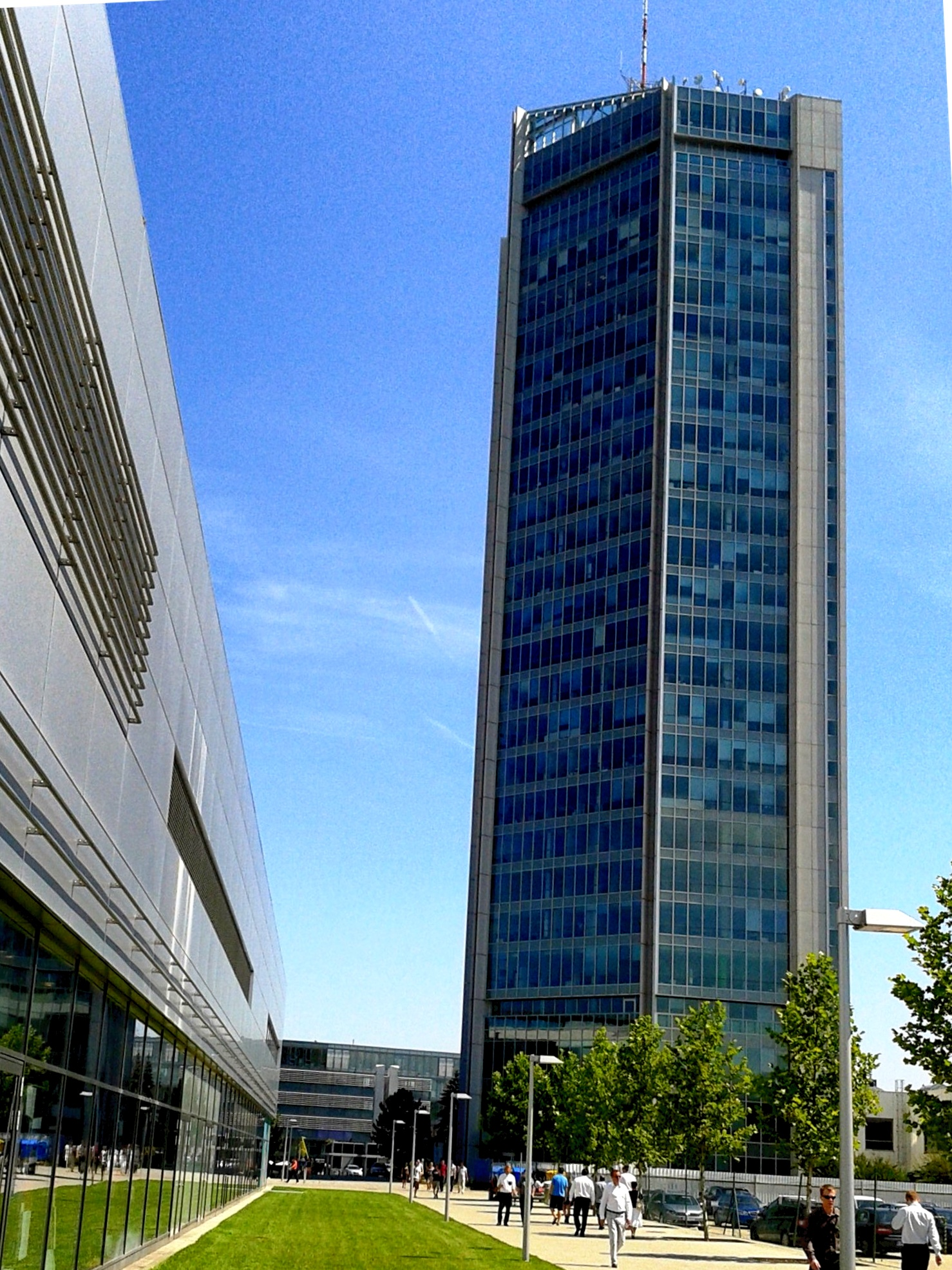
City Empiria v Praze, třetí nejvyšší budova v Česku (104 m)

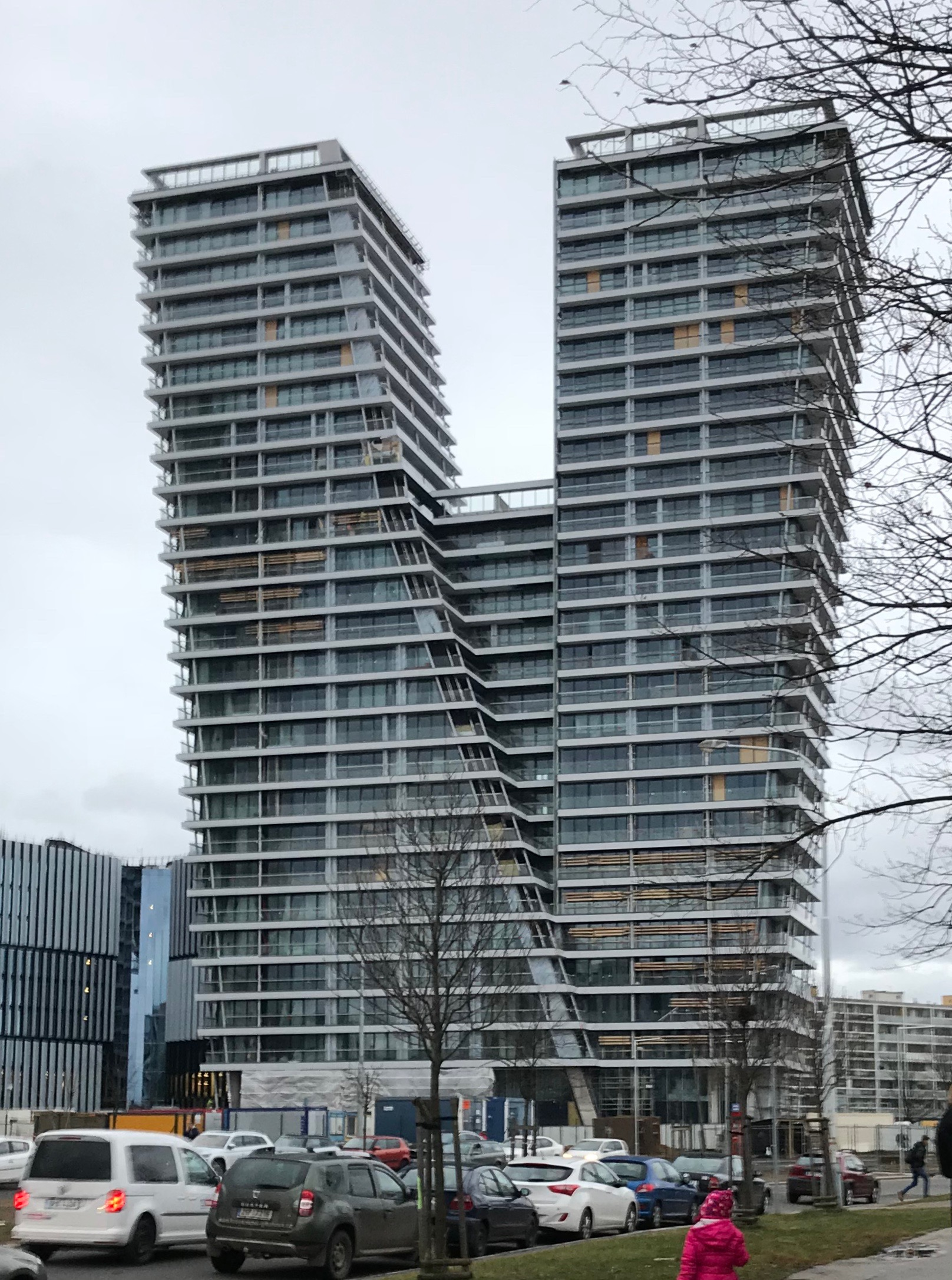
V Tower v Praze (103,9 m)

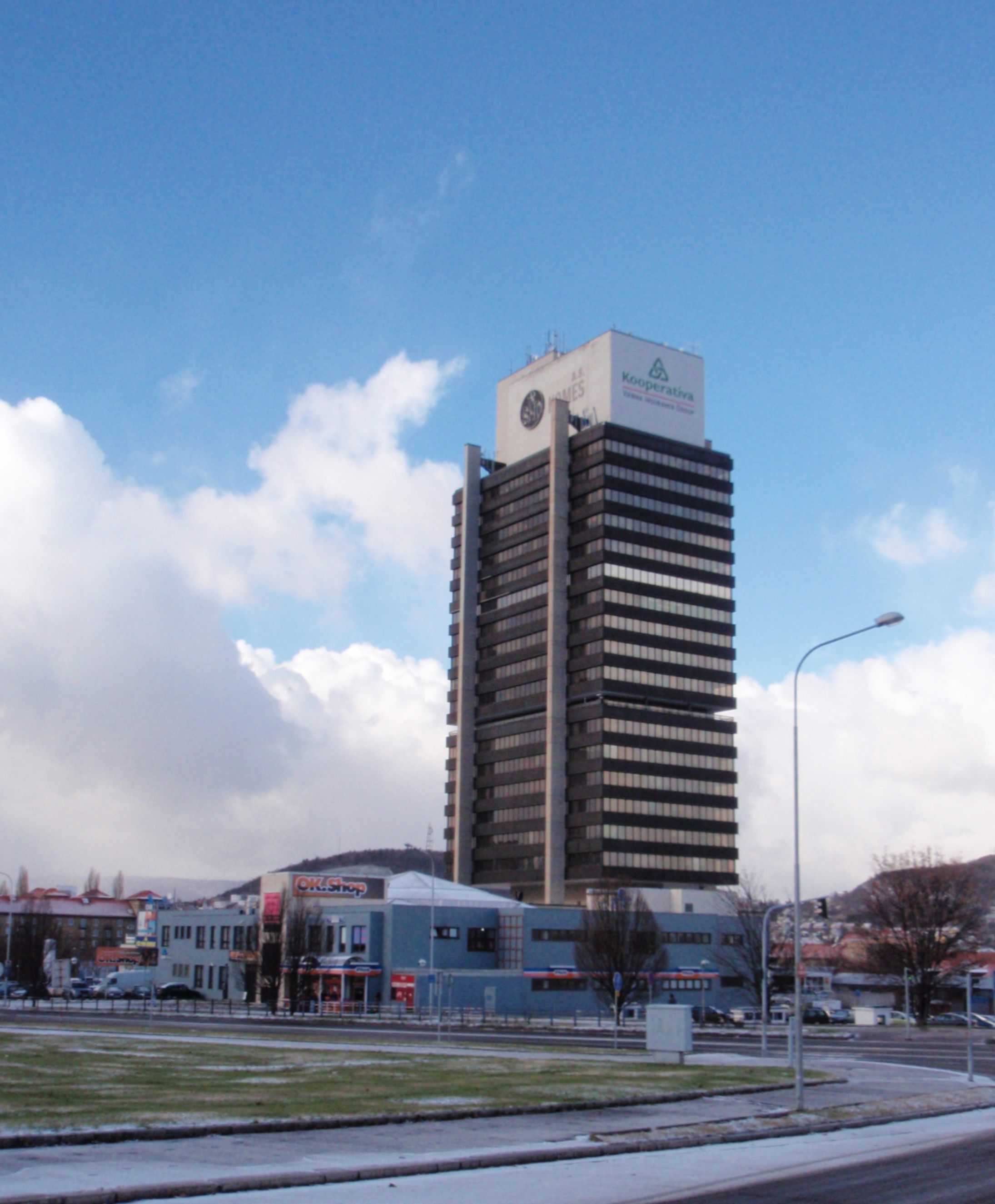
Budova SHD Komes v Mostě (96 m)

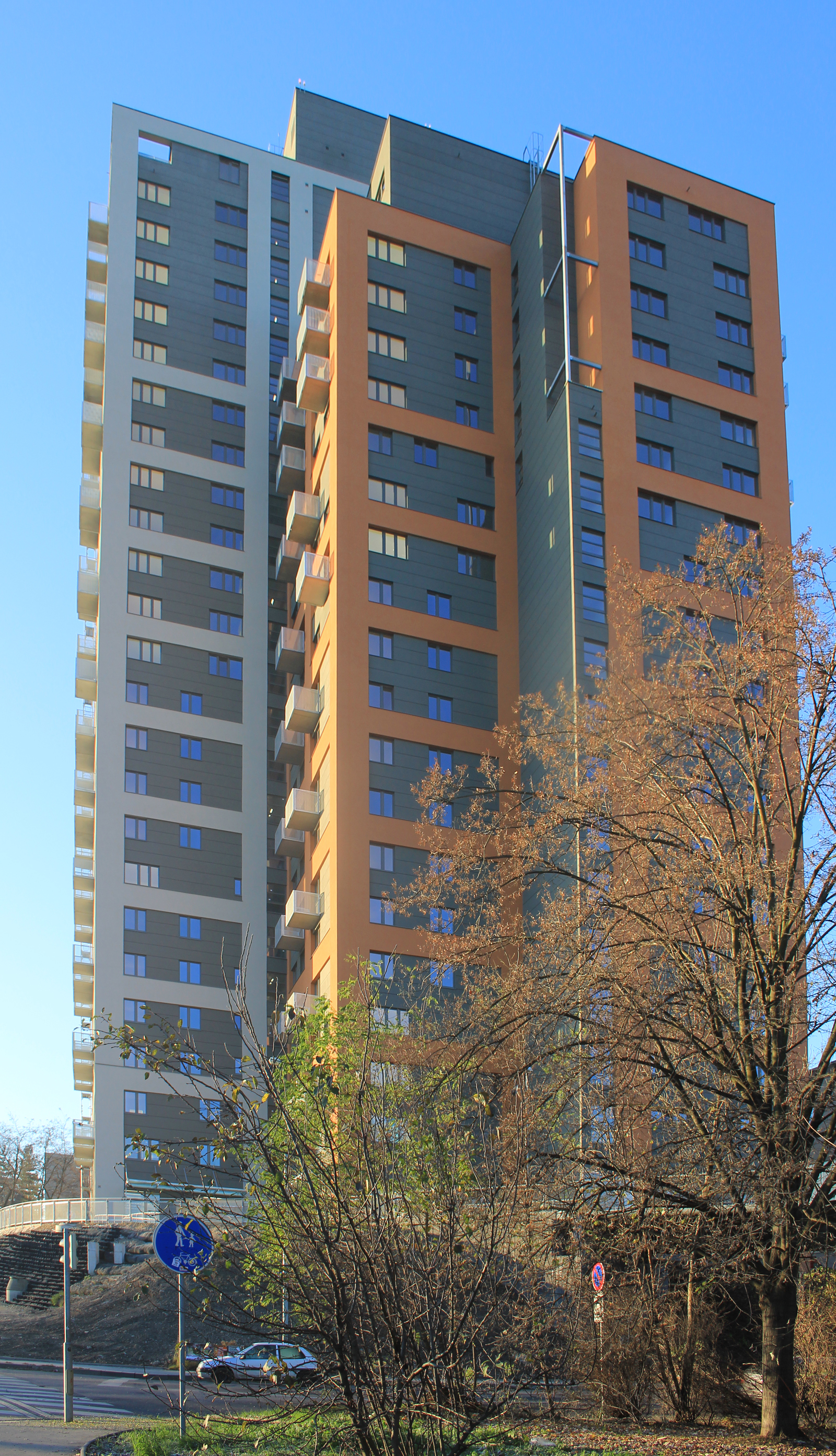
Rezidence Eliška (93,6 m) v Praze.

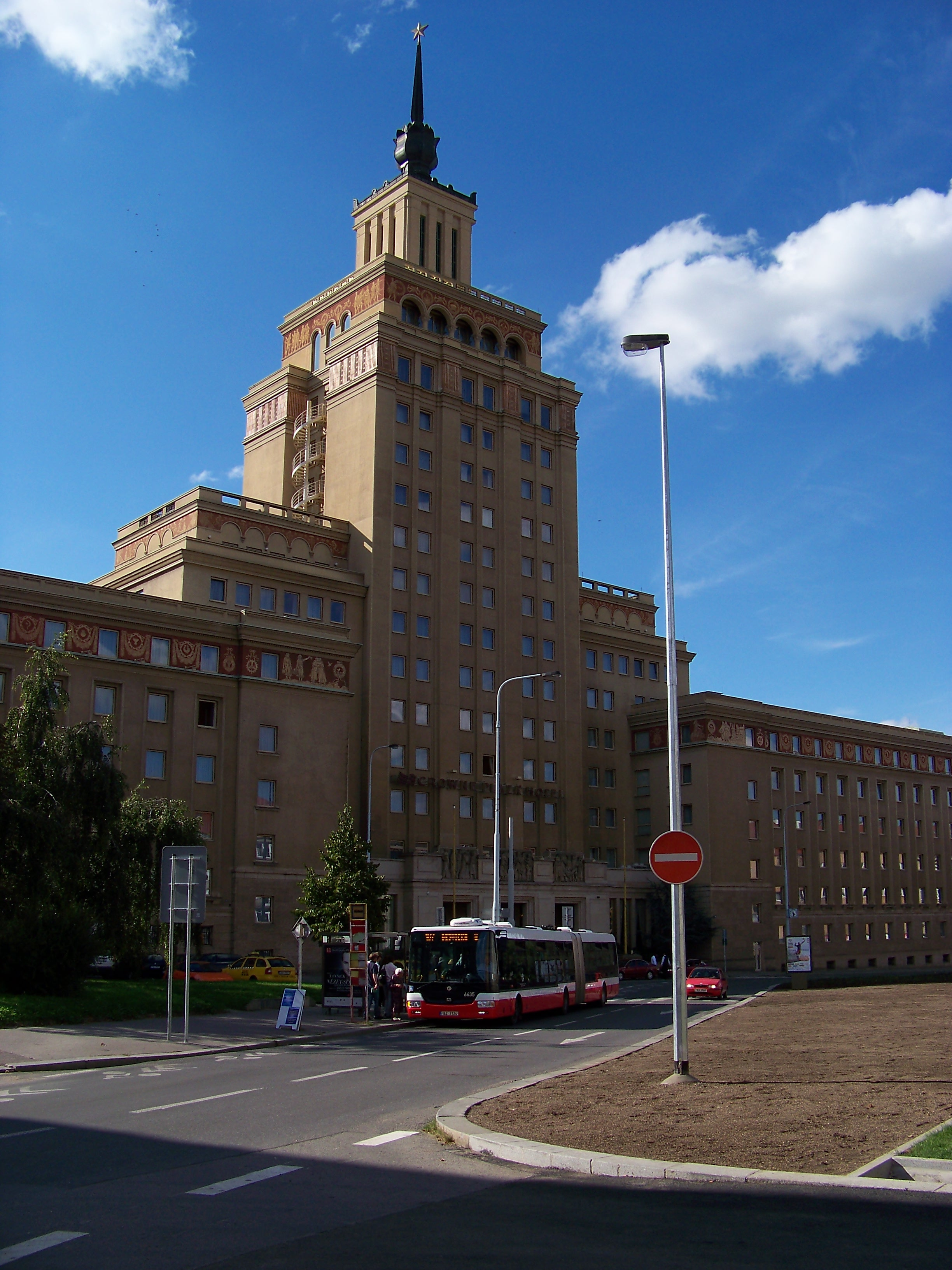
Hotel International v Praze (88 m)

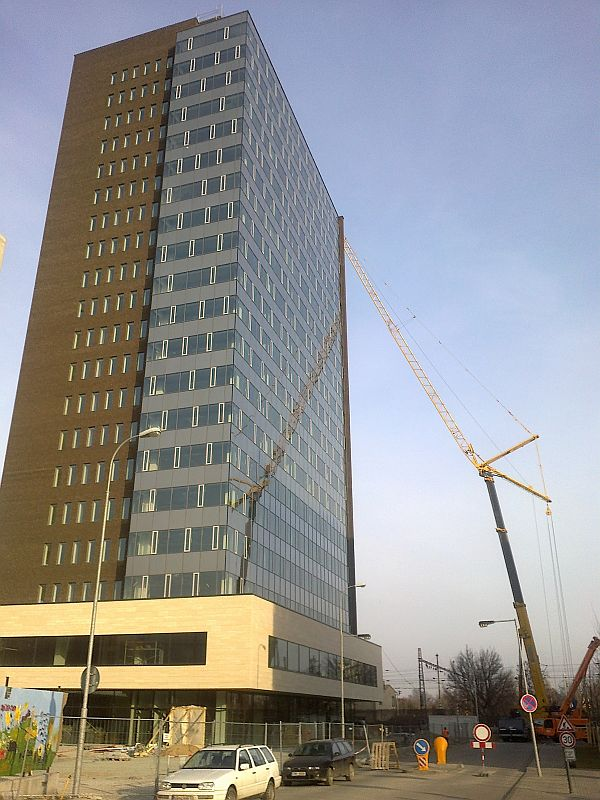
Spielberk Tower, druhá nejvyšší budova v Brně (85 m)

Poznámka: Seznam budov není úplný. Uvedené pořadí je správné jen v kontextu tabulky. Často není jasné, kterou ze sledovaných výšek zdroj uvádí. Seznam obsahuje pouze budovy s výškou minimálně 60 metrů.
| Město            | Název                                            | Rok dokončení | Nadzemních podlaží | Výška střechy [m] | Výška nejvyššího bodu [m] |
| ---------------- | ------------------------------------------------ | ------------- | ------------------ | ----------------- | ------------------------- |
| Brno             | AZ Tower                                         | 2013          | 30                 | 111               | 116                       |
| Praha            | City Tower                                       | 1993          | 27                 | 109               | 116                       |
| Praha            | V Tower                                          | 2018          | 30                 | 103,9             | 106                       |
| Praha            | City Empiria                                     | 1977          | 27                 | 103,7             | 131                       |
| Most             | SaS group Tower                                  | 1984          | 23                 | 96                | 100                       |
| Praha            | Rezidence Eliška                                 | 2013          | 25                 | 93,6              | 93,6                      |
| Praha            | Hotel International                              | 1956          | 16                 | 88                | 89                        |
| Brno             | Spielberk Tower B                                | 2012          | 21                 | 85                | 85                        |
| Praha            | Corinthia Hotel Prague                           | 1988          | 26                 | 83                | 90                        |
| Brno             | Šumavská Tower A                                 | 1974/2022     | 22                 | 81                |                           |
| Praha            | Hotel Kupa                                       | 1980          | 23                 | 80                | 81                        |
| Praha            | Lighthouse Vltava Waterfront Towers              | 2004          | 19                 | 80                | 80                        |
| Praha            | Panorama Hotel Prague                            | 1983          | 24                 | 79                | 80                        |
| Liberec          | Budova Krajského úřadu Libereckého kraje         | 1976          | 21                 | 78                | 84                        |
| Zlín             | Baťův mrakodrap                                  | 1938          | 16                 | 77                | 80                        |
| Brno             | Šumavská Tower B                                 | 1974/2020     | 22                 | 75                |                           |
| Praha            | Centrála České spořitelny                        | 1996          | 22                 | 74,5              | 76                        |
| Brno             | Budova FSI VUT                                   | 1984          | 19                 | 74                | 76                        |
| Praha            | AFI City 1                                       | 2020          | 19                 |                   | 75                        |
| Praha            | Bytový dům Limuzská 10                           | 1968          | 21                 |                   | 74                        |
| Praha            | Budova Centrotex                                 | 1978          | 18                 | 74                | 74                        |
| Olomouc          | BEA campus Olomouc                               | 2013          | 18                 | 74                | 74                        |
| Praha            | Dům Sluneční náměstí                             | 2004          | 21                 | 73,5              |                           |
| Praha            | Bytový dům Arnika                                | 1974          | 20                 | 73                | 75                        |
| Praha            | Hotel Olympik                                    | 1971          | 21                 |                   | 73                        |
| Praha            | Shiran Tower                                     | 1971          |                    |                   | 73                        |
| Praha            | Bytový dům SOL                                   | 70. léta      | 21                 | 73                | 82                        |
| Praha            | Hotel Fortuna Rhea                               | 1979          | 22                 | 73                |                           |
| Chomutov         | bývalý Hotel Armabeton                           | 70. léta      | 17                 | 71                | 71                        |
| České Budějovice | Hotel Clarion                                    | 1982          | 16                 | 71                |                           |
| Olomouc          | Budova RCO2                                      | 2003          | 20                 | 71                | 85                        |
| Teplice          | Bytový dům Antonína Sochora 2 (tzv. "Boží prst") | 1978          | 20                 | 70                | 73                        |
| Praha            | budova Filadelfie                                | 2010          | 17                 | 70                | 72                        |
| Praha            | bývalý Hotel Opatov                              | 1988          | 21                 |                   | 70                        |
| Praha            | ByTy Malešice – budova A1                        | 2015          | 20                 |                   | 70                        |
| Praha            | Office Park Nové Butovice – budova D             | 2009          | 18                 | 71                | 71                        |
| Praha            | Sluneční věž                                     | 2011          | 21                 | 70                |                           |
| Praha            | TVM Tower (dříve Hotel DUM)                      | 1985          | 21                 |                   | 69                        |
| Praha            | Kolej 17. listopadu                              | 1989          | 22                 | 69                | 70                        |
| Brno             | Nemocnice Bohunice                               | 1989          | 19                 | 69                | 75                        |
| Praha            | Bytový dům Pod Dálnicí 1                         | 70. léta      | 23                 | 68,2              | 69                        |
| Ostrava          | Ostravský mrakodrap                              | 1968          | 22                 | 68                | 68                        |
| Chomutov         | Bytový dům Experiment č. 1                       | 70. léta      | 20                 | 68                | 68                        |
| Brno             | Šumavská Tower C                                 | 1974/2018     | 18                 | 68                |                           |
| Praha            | Budova TOKOVO                                    | 1977          | 19                 | 68                | 71                        |
| Praha            | Polyfunkční objekt SANDRA                        | 80. léta      | 21                 |                   | 68                        |
| Praha            | Bytový dům Bajkonurská 4 (tzv. "Bajkonur")       | 80. léta      | 21                 |                   | 68                        |
| Pardubice        | Bytový dům Bělehradská 379                       |               | 19                 |                   | 68                        |
| Praha            | Palác Vinohrady                                  | 1971          | 17                 | 67,8              | 89                        |
| Praha            | Bytový dům Hlavatého 15                          | 80. léta      | 20                 | 67                | 67                        |
| Praha            | Bytový dům Hlavatého 17                          | 80. léta      | 20                 | 67                | 67                        |
| Chomutov         | Bytový dům Experiment č. 2                       | 70. léta      | 20                 | 67                | 67                        |
| Chomutov         | Bytový dům Experiment č. 3                       | 70. léta      | 20                 | 67                | 67                        |
| Praha            | Bytový dům Petržílkova 2588                      | 2005          | 21                 | 66                |                           |
| Prostějov        | Radniční věž v Prostějově                        | 1914          |                    |                   | 66                        |
| Karlovy Vary     | Hotel Thermal                                    | 1976          | 18                 | 65                | 65                        |
| Praha            | Prague Towers A                                  | 2011          | 21                 | 65                | 65                        |
| Praha            | Prague Towers B                                  | 2011          | 21                 | 65                | 65                        |
| Praha            | Rezidence Vinice A                               | 2004          | 19                 | 64                |                           |
| Praha            | Rezidence Vinice B                               | 2004          | 19                 | 64                |                           |
| Praha            | Kulturní Centrum 12[zdroj?]                      | 2003          | 24                 |                   | 63                        |
| Plzeň            | Business Centre Bohemia                          | 1969          | 16                 | 61                |                           |
| Brno             | Vlněna, budova I                                 | 2024          | 15                 | 61                |                           |
| Brno             | M-Palác                                          | 1997          | 16                 | 60                |                           |
| Praha            | Crystal                                          | 2015          | 14                 | 60                |                           |

### V realizaci
V současné době neprobíhá výstavba žádné budovy vyšší 60 metrů

### Navržené
Tento seznam zahrnuje budovy, které jsou ve fázi návrhu či záměru.
| Město      | Název                                        | Nejvyšší patro [m] | Nejvyšší bod [m] | Počet pater |
| ---------- | -------------------------------------------- | ------------------ | ---------------- | ----------- |
| Ostrava    | Ostrava Tower                                | ?                  | 170              | 60          |
| Brno       | H Tower                                      | ?                  | 144              | ?           |
| Praha      | Astral Tower                                 | 116                | 137              | ?           |
| Praha      | Top Tower                                    | ?                  | 135              | ?           |
| Praha      | Porto Háje                                   | 120                | ?                | 31          |
| Praha      | Crystal Towers                               | 118                | 122              | 4×33        |
| Praha      | Žižkov City[zdroj?]                          | +100               | ?                | ?           |
| Brno       | Šumavská Tower D                             | ?                  | 91               | ?           |
| Brno       | BRIXX                                        | ?                  | 90+              | 35          |
| Brno       | Europoint                                    | ?                  | 90, 80           | ?           |
| Praha      | Výhledy Pankrác                              | ?                  | 84               | 26          |
| Praha      | Tide Milevská                                | ?                  | 81               | 25          |
| Praha      | Centrum Nového Žižkova                       | ?                  | 80               | ?           |
| Teplice    | Casanovská věž                               | ?                  | 80               | 22          |
| Kladno     | Kročehlavy                                   | ?                  | 80               | 16          |
| Praha      | Nová brána Olbrachtova                       | ?                  | 78               | ?           |
| Praha      | Nové Butovice                                | 76,5               | 76,5             | ?           |
| Olomouc    | Šantovka Tower                               | 75                 | 78               | ?           |
| Otrokovice | OT.K Tower                                   | ?                  | 72,5             | ?           |
| Praha      | Duo Galaxie                                  | ?                  | 72               | 22          |
| Praha      | Administrativní Centrum Budějovická          | ?                  | 72               | 19          |
| Olomouc    | Smetanka Park                                | ?                  | 71               | 2x22        |
| Praha      | Rezidence Park Kavčí Hory                    | ?                  | 68               | 3×22        |
| Praha      | Administrativní budova Prague Marina[zdroj?] | ?                  | ?                | cca 20      |

### Nerealizované
| Město   | Název                           | Nejvyšší patro [m] | Nejvyšší bod [m] | Počet pater | Poznámka                                                        |
| ------- | ------------------------------- | ------------------ | ---------------- | ----------- | --------------------------------------------------------------- |
| Praha   | Neo Riviera                     | ?                  | ?                | 4x40        | Projekt zrealizován bez věží                                    |
| Praha   | EMC Radio Plaza                 | ?                  | 160              | ?           |                                                                 |
| Praha   | Prague Eye Towers               | 139 / 128          | 152 / 141        | 33 / 30     |                                                                 |
| Praha   | Tower City Holešovice           | ?                  | 150              | 42          | Později snížena na cca 25 pater, přesto nerealizována           |
| Ostrava | Jindřich Plaza                  | 121 / 84           | 140 / 97         | ?           |                                                                 |
| Brno    | Palác Heršpická                 | 117                | ?                | 35          |                                                                 |
| Praha   | Poutník                         | ?                  | 115              | 30          |                                                                 |
| Praha   | Litochlebský park               | 105                | 105              | 24          |                                                                 |
| Praha   | Trojlístek                      | 100                | 101,3            | 30          |                                                                 |
| Brno    | Obchodní dům Centrum            | ?                  | cca 100          | ?           |                                                                 |
| Brno    | H-Park                          | ?                  | 90               | 2×18        | Na místě projektu stojí od roku 2021 komerční showroomy         |
| Brno    | Triangl Tower                   | 80                 | 95               | 23          | Původní podoba projektu přepracována, výška snížena             |
| Praha   | Ledová Věž                      | ?                  | 80               | ?           |                                                                 |
| Praha   | City Epoque Office              | ?                  | 75               | 21          | Na místě projektu stojí od roku 2018 budova Main Point Pankrác. |
| Brno    | Obchodní dům Perla              | ?                  | ?                | 21          |                                                                 |
| Liberec | Tři Věže[zdroj?]                | 69                 | 69               | 21          | Projekt je ve výstavbě, ale ve značně snížené podobě            |
| Praha   | Rezidence Nové Stodůlky[zdroj?] | ?                  | ?                | cca 20      |                                                                 |

### Zdemolované
| Město | Název                           | Rok dokončení | Rok demolice | Nadzemních podlaží | Výška [m] |
| ----- | ------------------------------- | ------------- | ------------ | ------------------ | --------- |
| Praha | Ústřední telekomunikační budova | 1979          | 2023-2024    | 18                 | 80        |